# Minotaurazaur
Minotaurazaur (Minotaurasaurus) – rodzaj dinozaura z rodziny ankylozaurów (Ankylosauridae) żyjącego w późnej kredzie na terenie dzisiejszej Azji. Obejmuje jeden gatunek – Minotaurasaurus ramachandrani. Epitet rodzajowy oznacza „jaszczur o głowie człowieka-byka” i odnosi się do mitologicznego Minotaura, stworzenia o ludzkim ciele i byczej głowie, zaś gatunkowy honoruje Vilayanura Ramachandrana, który udostępnił skamieniałość minotaurazaura do badań naukowych.
Holotyp (INBR21004) zawiera niemal kompletną, znakomicie zachowaną czaszkę. Wykazuje ona wiele cech typowych dla innych ankylozaurów, takich jak Pinacosaurus i Saichania, jednak bliższe pokrewieństwo filogenetyczne Minotaurasaurus nie zostało ustalone. Puszka mózgowa jest bardziej prymitywnie zbudowana niż u innych przedstawicieli Ankylosauridae odkrytych na pustyni Gobi. Czaszka mierzyła około 30 cm długości i 43 cm szerokości pomiędzy rogami wyrastającymi z tyłu głowy. Szerokość kości przedzębowej wynosiła 10,3 cm. Dowodzi to, że całe zwierzę dorastało do co najmniej 4,2 m długości, przy czym niepołączone osteodermy sugerują, że odkryty osobnik nie był w pełni dorosły. Zęby Minotaurasaurus były liściokształtne i mierzyły około 5 mm długości i 5 szerokości. W lewej kości szczękowej znajdowało się 17 zębów i zębodołów, w prawej 16 oraz w lewej kości zębowej 15, a w prawej 16. Zęby znajdujące się w kościach szczękowych były do 25% większe od zębów kości zębowych.
Mimo iż wiele cech minotaurazaura było bardziej prymitywnych niż u innych przedstawicieli Ankylosauridae, żłobienia na czaszce były wykształcone najsilniej spośród wszystkich znanych członków tej rodziny. Czaszka nabyta przez Ramachandrana była początkowo wystawiana w Victor Valley Museum w Kalifornii. Miejsce jej odnalezienie ani jego dane stratygraficzne nie są znane – jedynych informacji dostarcza macierz wokół skamieniałości. Sugeruje ona, iż szczątki pochodzą z terenów pustyni Gobi w Chinach lub Mongolii. Niektórzy paleontolodzy skrytykowali artykuł, w którym opisano Minotaurasaurus ramachandrani, gdyż skamieniałości dinozaura mogły zostać wywiezione z Gobi nielegalnie. James Kirkland stwierdził, że błędem czasopisma „Current Science”, które opublikowało artykuł, było dopuszczenie artykułu opisującego nowy gatunek bez podania jego lokalizacji typowej. Vilayanur Ramachandran zapowiedział, że zwróci okaz Chinom lub Mongolii, jeśli będą w stanie dowieść swoich praw do niego.
Arbour, Currie i Badamgarav (2014) uznali gatunek M. ramachandrani za młodszy synonim gatunku Tarchia kielanae.